# Wald, Zürich
Wald är en ort och kommun  i distriktet Hinwil i kantonen Zürich, Schweiz. Kommunen har 10 562 invånare (2023).
I kommunen finns även orten Laupen.